# Vágó Ferenc (szerzetes)
Vágó Ferenc (Újszász, 1826. január 26. – Gyöngyös, 1902. július 2.) Szent Ferenc-rendi szerzetes és gimnáziumi igazgató.

## Élete
Középiskoláit Szolnokon, Vácon és Pesten végezte, ahol az egyetemen jogot tanult. Mint III. éves jogász honvéd lett; Szenttamásnál (Bács vármegye) a 34. honvéd-zászlóaljhoz csatlakozott és végig harcolta Világosig a szabadságharcot. 1850-ben a Szent Ferenciek rendjébe lépett; gimnáziumi tanár volt Gyöngyösön, Szolnokon, Szabadkán, és Jászberényben; 1876-ban a gyöngyösi gimnázium igazgatója lett. 
1897. május 2-án Baján az önképzőkörben megnyitó beszéd elmondása közben féloldali szélütés érte.
Cikkei a jászberényi gymnasium Értesítőjében (1857. A hold és nap vonzerejének hatása a dagály és apály tüneményekre); a gyöngyösi gymnasium Értesítőjében (1859. A nehézkedés hatása a természeti tüneményekre vegytani szempontból vizsgálva); a szolnoki gymnasium története); a Gyöngyös c. hetilapnak is munkatársa volt.

## Munkája
- A gyöngyösi kath. községi nagygymnasium története. Gyöngyös, 1896.

Kéziratban: Egyházi kortan.